# Association des écrivains prolétariens révolutionnaires

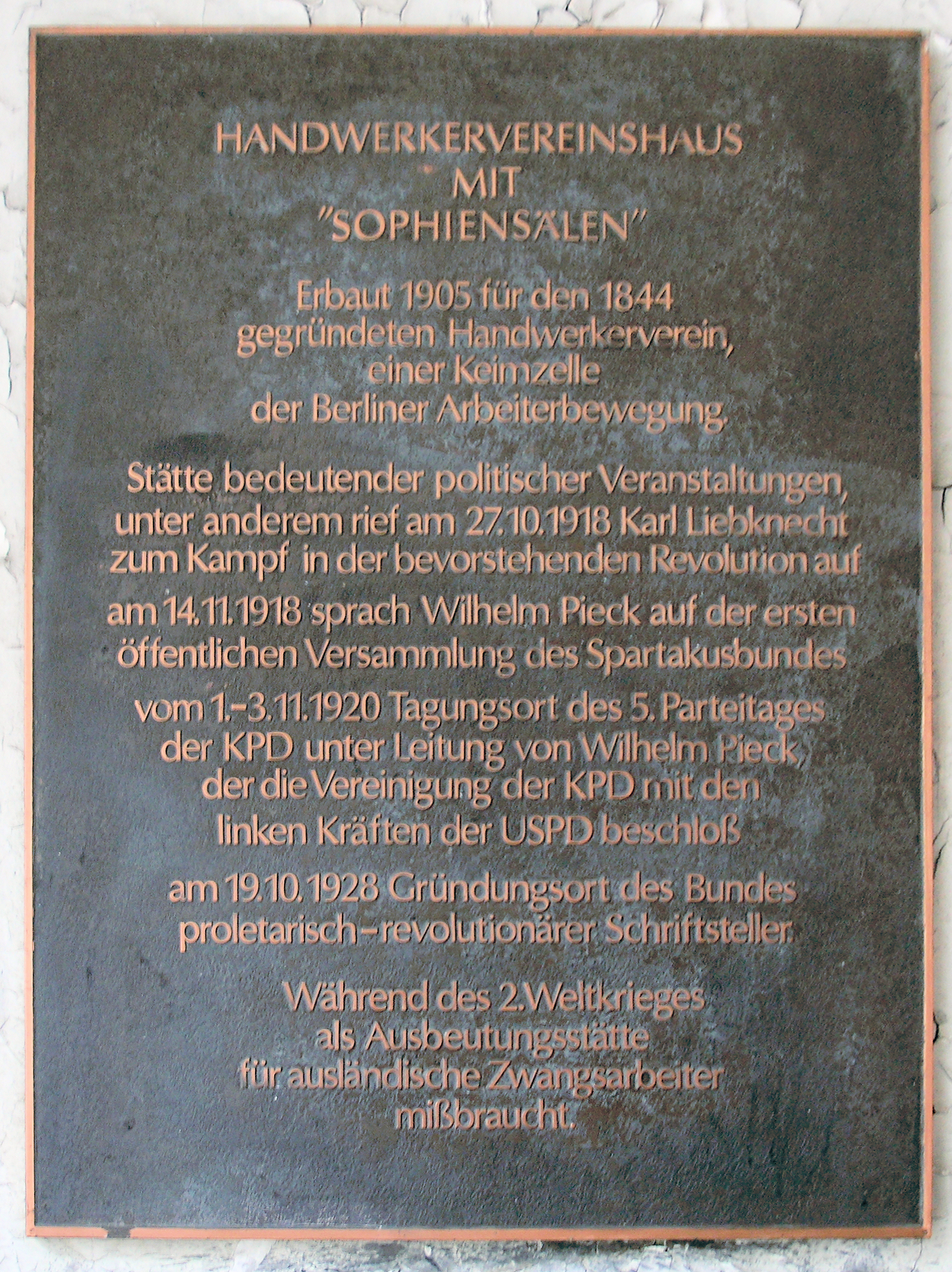
Plaque commémorative, Maison de l'Association des artisans avec Sophiensälen, Sophienstraße 18, Berlin-Mitte, Allemagne

 (septembre 2024).
Si vous disposez d'ouvrages ou d'articles de référence ou si vous connaissez des sites web de qualité traitant du thème abordé ici, merci de compléter l'article en donnant les références utiles à sa vérifiabilité et en les liant à la section « Notes et références ».
L'Association des écrivains prolétariens révolutionnaires (en allemand, Bund proletarisch-revolutionärer Schriftsteller) est une association d'écrivains allemands membres du KPD, le parti communiste allemand.

## Histoire
Fondée en 1928, l'association est constituée de deux groupes. Le premier rassemble les écrivains venant de la bourgeoisie et ouverts à de nouvelles formes expérimentales de la littérature. Le second réunit les écrivains venant de la classe ouvrière qui cherchent à représenter le monde du travail et à publier leurs écrits.
Les luttes intestines entre les deux groupes déterminent le développement de l'association. Les écrivains bourgeois rejettent les écrivains ouvriers, trouvant que leurs écrits manquent de qualité, tandis que les écrivains ouvriers pensent que les premiers sont incapables de produire de la littérature prolétarienne.
En 1931, Georg Lukács intervient dans les discussions internes. Il déteste l'expérimentation des écrivains bourgeois et les œuvres des écrivains prolétariens caricaturales dans leur style et leurs représentations. Pour lui, les deux groupes demeurent héritiers de la littérature bourgeoise du XIXe siècle. Lukács devient l'un des premiers fondateur théorique du réalisme socialiste soviétique.
Le dernier numéro de Die Linkskurve, le journal de l'association, paraît en janvier 1933. Après l'arrivée du régime nazi, l'association se regroupe à Prague, à Paris, à Vienne et en Suisse.

## Membres
- Bruno Apitz
- Erich Arendt
- Theodor Balk
- Johannes Robert Becher (fondateur)
- Herbert Bochow
- Julian Borchardt (fondateur)
- Willi Bredel
- Elfriede Brüning
- Albert Daudistel (exclu le 20 mai 1930)
- Fritz Erpenbeck
- Andor Gábor
- Karl Grünberg (fondateur)
- Fritz Hampel (Slang) (fondateur)
- Willy Harzheim
- Wieland Herzfelde
- Kurt Kläber (Kurt Held) (fondateur)
- Egon Erwin Kisch (fondateur)
- Jan Koplowitz
- Berta Lask (fondateur)
- Maria Leitner
- Hans Lorbeer (fondateur)
- Hans Marchwitza
- Klaus Neukrantz
- Ernst Ottwalt
- Erwin Piscator
- Paul Polte alias Peter Polter
- Ludwig Renn[1] (fondateur)
- Frida Rubiner
- Hans Schwalm
- Anna Seghers[2] (fondateur)
- Alexander Stenbock-Fermor
- Bernhard et Charlotte Temming
- Berta Waterstradt
- Jakob Weber
- Alex Wedding
- Erich Weinert (fondateur)
- Franz Carl Weiskopf
- Helmut Weiss alias Hans Wendt
- Karl August Wittfogel
- Friedrich Wolf
- Carl Wüsthoff
- Max Zimmering
- Hermynia zur Mühlen